# Tonny Vestbirk
Tonny Vestbirk, född 22 augusti 1894 i Köpenhamn, död 1988, var en dansk konstnär.
Hon var dotter till trädgårdsarkitekten CP Winterskov och dennes hustru och från 1917 gift med ambassadören Anthon Vestbirk. Hon studerade konst i London 1927–1930 och 1946–1953 i Paris 1954–1956 samt Italien 1956–1957. Sedan slutet av 1950-talet medverkade hon ett flertal gånger i de årliga utställningarna som anordnades av Société de L'École Française i Musée d'Art Moderne i Paris och hon var representerad vid utställningar i Gävle och Norrköping. Hennes konst består av landskapsmålningar och tack vare hennes mans arbete som diplomat kom hennes konst att beskriva många av de världsstäder där hon tillfälligt var bosatt. Bland annat var maken Danmarks ambassadör i Stockholm 1956–1964.

### Fotnoter
1. ↑  ”Tonny Vestbirk”. Billiongraves. https://sv.billiongraves.international/grave/Tonny-Vestbirk/31157710. Läst 16 augusti 2021.
2. ↑  Svenska Dagbladet 13 mars 1964, sid. 21